# Adelphagrotis carissima
Adelphagrotis carissima là một loài bướm đêm thuộc họ Noctuidae. Loài này có ở Bắc Mỹ, bao gồm California.